# Мартиновка (Бобруйский район)
Марти́новка (бел. Марцінаўка) — деревня в составе Бортниковского сельсовета Бобруйского района Могилёвской области Республики Беларусь.
До 6 июня 2006 года написание названия деревни на русском языке было Мартыновка.

## Население
- 1999 год — 11 человек
- 2010 год — 7 человек